# 롭 본타
로버트 안드레스 본타(Robert Andres Bonta, 1971년 9월 22일 ~ )는 미국의 정치인이다.

## 학력
- 예일 대학교 인문사회 학사
- 예일 대학교 법무박사

## 경력
- 2010.12 ~ 2012.11 앨러미다 시의회 시의원
- 2012.12 ~ 2021.04 제90·91·92·93·94대 캘리포니아주 제18선거구 하원의원
- 2021.04 ~ 제34대 캘리포니아주 법무장관

## 역대 선거 결과
| 선거명      | 직책명                           | 대수 | 정당   | 득표율 | 득표수      | 결과 | 당락                       |
| ----------- | -------------------------------- | ---- | ------ | ------ | ----------- | ---- | -------------------------- |
| 2010년 선거 | 시의원 (앨러미다 선거구)         | -대  | 무소속 | 20.51% | 9,164표     | 1위  | 앨러미다 시의원 당선       |
| 2012년 선거 | 하원의원 (캘리포니아 제18선거구) | 90대 | 민주당 | 50.48% | 75,865표    | 1위  | 캘리포니아 주의원 당선     |
| 2014년 선거 | 하원의원 (캘리포니아 제18선거구) | 91대 | 민주당 | 86.70% | 88,243표    | 1위  | 캘리포니아 주의원 당선     |
| 2016년 선거 | 하원의원 (캘리포니아 제18선거구) | 92대 | 민주당 | 87.03% | 156,163표   | 1위  | 캘리포니아 주의원 당선     |
| 2018년 선거 | 하원의원 (캘리포니아 제18선거구) | 93대 | 민주당 | 88.87% | 150,862표   | 1위  | 캘리포니아 주의원 당선     |
| 2020년 선거 | 하원의원 (캘리포니아 제18선거구) | 94대 | 민주당 | 88.87% | 150,862표   | 1위  | 캘리포니아 주의원 당선     |
| 2022년 선거 | 캘리포니아주 법무장관            | 34대 | 민주당 | 59.08% | 6,339,436표 | 1위  | 캘리포니아주 법무장관 당선 |